# Shake Señora
"Shake Senora" là một ca khúc của nam ca sĩ nhạc rap người Mỹ Pitbull từ albumk phòng thu thứ sáu của anh, Planet Pit. Ca khúc có sự góp giọng của T-Pain và Sean Paul. Bản phối khí chính thức của "Shake Senora" có thêm sự hợp tác của nam rapper người Mỹ Ludacris. Ca khúc này được sáng tác bởi Armando C. Perez, Sean Paul Henriques, Harry Belafonte, Clinton Sparks, Faheem Najm, William Grigahcine,, Ralph de Leon, Gabriel Oller, Steve Samuel và được sản xuất bởi Clinton Sparks và DJ Snake. "Shake Senora" đạt được vị trí thứ 69 trên bảng xếp hạng Billboard Hot 100 của Mỹ.

## Danh sách ca khúc
- Bản album

1. "Shake Senora" (hợp tác với T-Pain & Sean Paul) (Original Version) – 3:34
2. "Shake Senora" (hợp tác với T-Pain, Sean Paul & Ludacris) (Original Remix) – 4:12

- Các phiên bản khác[1]

1. "Shake Senora" (hợp tác với T-Pain & Sean Paul) (Tribute Band) - 3:36
2. "Shake Senora" (hợp tác với T-Pain & Sean Paul) (Instrumental) - 3:34
3. "Shake Senora" (hợp tác với T-Pain & Sean Paul) (Acapella) - 3:34
4. "Shake Senora" (hợp tác với T-Pain & Sean Paul) (Drums and Vocals) - 3:37
5. "Shake Senora" (hợp tác với T-Pain & Sean Paul) (No Drums) - 3:34

## Tham gia thực hiện
- Hát chính – Pitbull, T-Pain, Sean Paul
- Sản xuấts – Clinton Sparks
- Sáng tác – Armando C. Perez, Sean Paul Henriques, Harry Belafonte, Clinton Sparks, Faheem Najm, William Grigahcine, Ralph de Leon, Gabriel Oller, Steve Samuel
- Hãng đĩa: Polo Grounds, J, RCA, Mr. 305

## Xếp hạng
| Bảng xếp hạng (2011-12)         | Vị trí cao nhất |
| ------------------------------- | --------------- |
| Canada (Canadian Hot 100)       | 33              |
| New Zealand (Recorded Music NZ) | 40              |
| US Billboard Hot 100            | 69              |